# 聖母子と洗礼者聖ヨハネ、三人の天使
『聖母子と洗礼者聖ヨハネ、三人の天使』（せいぼしとせんれいしゃヨハネ、さんにんのてんし、西: La Virgen con el Niño, san Juan y ángeles、英: The Virgin with the Child, Saint John and Three Angels）は、ドイツ・ルネサンス期の画家ルーカス・クラナッハ (父) が1536年に板上に油彩で制作した絵画である。イタリアの聖母子像をドイツの好みに合わせてアレンジした本作の様式は、画家によって繰り返し用いられた。作品は、1988年にスペインの絵画収集家フアン・アべリョ・ガリョ (Juan Abelló Gallo) 氏から取得されて以来、マドリードのプラド美術館に所蔵されている。

## 作品
クラナッハは、マルティン・ルター (1483-1546年) の宗教改革に伴う偶像崇拝問題に巻き込まれた画家の一人である。ルターの宗教思想を受け入れ、プロテスタントのヨハン・フリードリヒ (ザクセン選帝侯) に仕えた。しかし、画家へのカトリック教徒の顧客からの委嘱は途絶えることがなく、彼は宗教論争の両派に顧客を持つようになった。
この絵画は、聖母マリアが幼子イエス・キリストを膝の上に抱きかかえるクラナッハの一般的な聖母子像の構図を持つ。イエスは幼い洗礼者聖ヨハネが捧げ持つブドウに手を伸ばしているが、これは将来のイエスの死の予兆である。ブドウはイエスの生命を象徴し、ブドウから作られるワインは聖体拝領でイエスの血とされる。聖母、イエス、ヨハネの背後では、三人の天使たちが一種の天蓋のような、折れ目のある赤い布を支えている。画面上部左側にある繊細な風景は北方美術の伝統に則って描かれたものであるが、クラナッハがドナウ派絵画に影響を受けたことを想起させる。
本作は、明確な線描、色彩に対する線の優位、衣服や布の表現に見られる折れ目の線と人物の容貌や身体を描く曲線との対比、波打つような聖母の髪の毛の優雅な戯れにより際立つ。理想化された外観は作品に精神的拠りどころを求めた顧客の要望によるもので、風景だけが唯一の現実空間の描写である。